# 中式算盤

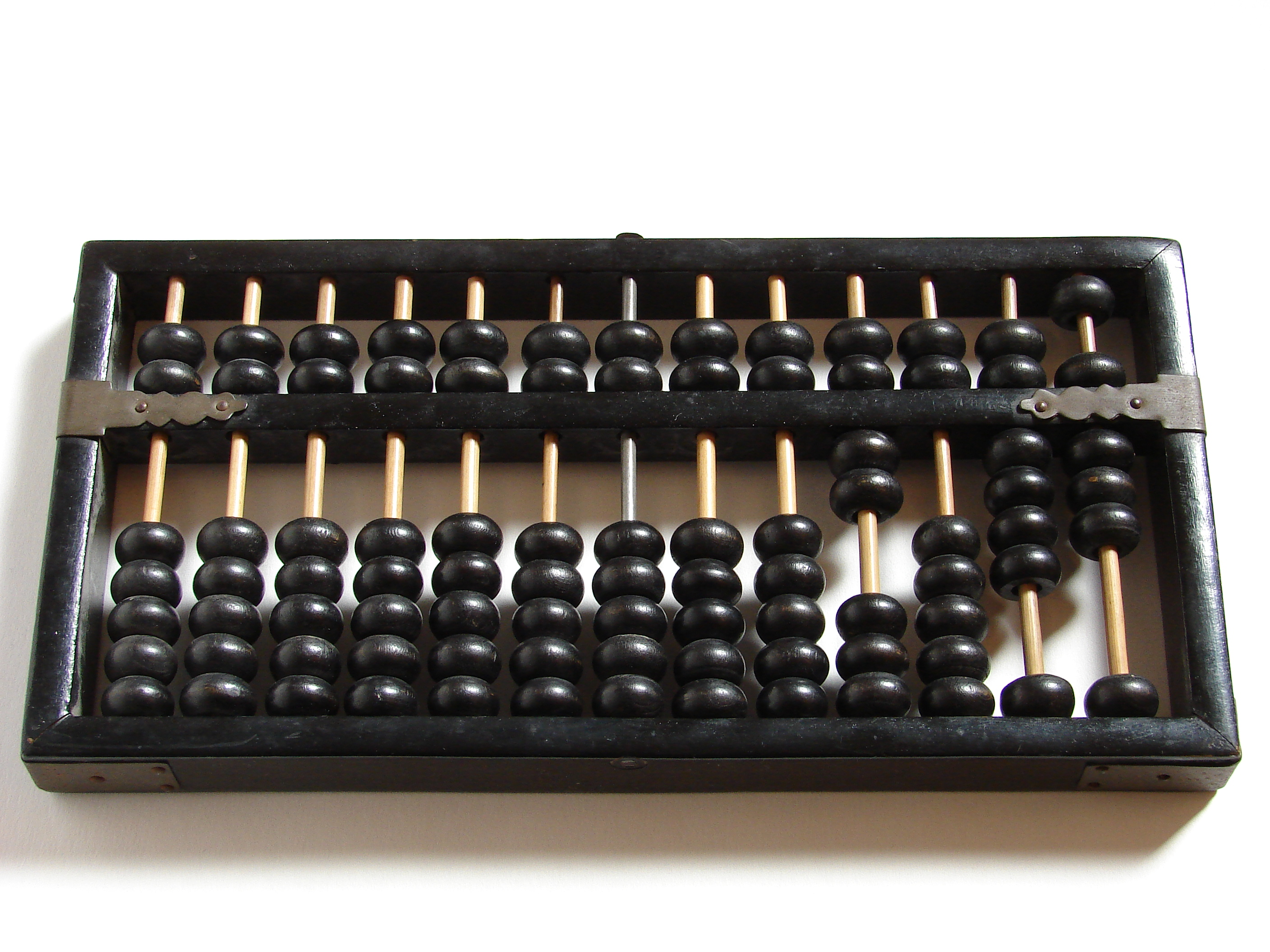
現時常見的二五式算盤。

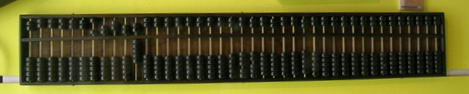
这座长算盘是在账房中供多人使用，现藏于北京民俗博物馆（东岳庙）。

中式算盘，是中國傳統的算數工具，傳統一般多为木制（現代有塑膠制品），矩形木框内排列一串串等数目的算珠稱為檔，中有一道横梁把珠分隔上下两部分，上半部每算珠代表5，下半部每算珠代表1，樑上有定位點（亦稱個位點）。中式算盤也是各種東亞式算盤的始祖。

## 起源

算盘--算筹的化身。

中國的算盤源於使用算籌的籌算。傳說隸首發明珠算，見於東汉末三国时期徐岳撰、北周汉中郎甄鸾注的《數術記遺》：「隸首注術，乃有多種，及余遺忘，記憶數事而已。其一積算...其一珠算，其一計算。」此書也记述中国古代太一算、两仪算、三才算等早期類似算盘的計算工具。
- “太一算，太一之行，去来九道”。甄鸾注：“刻板横为九道，竖以为柱，柱上一珠，数从下始。故曰去来九道也”。
- 甄鸾注：“刻板横为五道，竖以为位，一位两珠，上珠色青，下珠色黄，其青珠自上而下，至上第一刻主五，第二刻主六，第三刻主七，第四刻主八，第五刻主九。其黄珠自下而上，至下第一刻主一，第二刻主二，第三刻主三，第四刻主四，而已”。
- “珠算，控带四时，经纬三才”，甄鸾注：“刻版为三分，其上下而分以停游珠，中间一分以定算位。位各五珠，上一珠与下四珠色别。其上别色之珠当五，其下四珠，珠各当一。至下四珠所领。故云控三带四。其珠游于三方之中。故云经纬三才也”。

这是对珠算的最早的文字记载。當時的算盤是一種游珠算板，是把算珠放於以凹槽為檔的板上作為算盤進行珠算。
1976年，陕西岐山县京当乡凤雏村一個西周建築遺址中出土了陶丸，部份學者認為這是原始的珠算算珠，但亦有學者認為陶丸是用作三才算。
2003年，西安的漢代長安城遺址附近出土了陶質圓球，被專家推測為漢代算珠。據中國珠算史家李培業考證，唐代開始出現有盤杆的算盤，當時的算珠為菱形。明代以降中式算盤珠子為橢圓形。
中國最早的算盘图见北宋畫家張擇端（1085-1145）的清明上河图长卷，卷左赵太丞家药铺柜台上帐本左手左边，有一个15档算盘。
1371年，《魁本对相四字杂言》也有算盘插图，算盘分十档，每档7珠，上粱2珠，下粱5珠。明朝人吴敬《九章详注比类算法大全》记载了有关珠算的算法。明代数学家徐心鲁在万历元年（1573年）刊行于福建的《盘珠算法》，附有有大量插图，图中所示的明式算盘是上一珠，下五珠。明午荣编《鲁班经匠家镜》对算盘的尺寸有较详细的记述：“算盘式：一尺二寸长，四寸二分大，框六分厚，起碗底边，上二子一寸，下五子三寸一分，长短大小，看子而做”。明代王文素《新集通证古今算学宝鉴》首创珠算开平方法，开立方米法。随郑和下西洋的马欢记述古里国时写道；“彼之算法无算盘，但以两手并两脚十指计算，分厘无差”。明朱載堉在《算学新说》中创立归除开平方法，并用81位算盤以珠算進行開方計算：
“凡学开方，须造大算盘，长九九八十一位，共有五百六十七子，方可算也。不然只用寻常算盘四五个接连在一处算之，亦无不可也。
程大位，安徽休寧縣率口人（今黃山市屯溪）。六十歲時著書《算法統宗》17卷，載595個數學問題，被推崇為中國“珠算鼻祖”其故居至今仍坐落於屯溪區率口渠東側。

## 形制與演變
常見的形制有一四珠算盤、一五珠算盤、二五珠算盤、上三珠下五珠算盘等，另外中国历史博物馆还藏有广东出土的清代算盘，上粱2珠下粱6珠的算盘，十分罕见。

### 一四珠算盤
一四珠算盤流行於宋代及之前，並東傳日本。

### 一五珠算盤
一五珠算盤在明代開始出現，採用上一珠、下五珠的形式，上一珠當五，下一珠當一，「隨手撥珠，便成答數」，「珠動則數出」，故算盤設計為一五珠算盤。明式算盘，最早见于1604年黄龙吟《算法指南》。這種算盤傳至朝鮮半島後在當地一直使用。

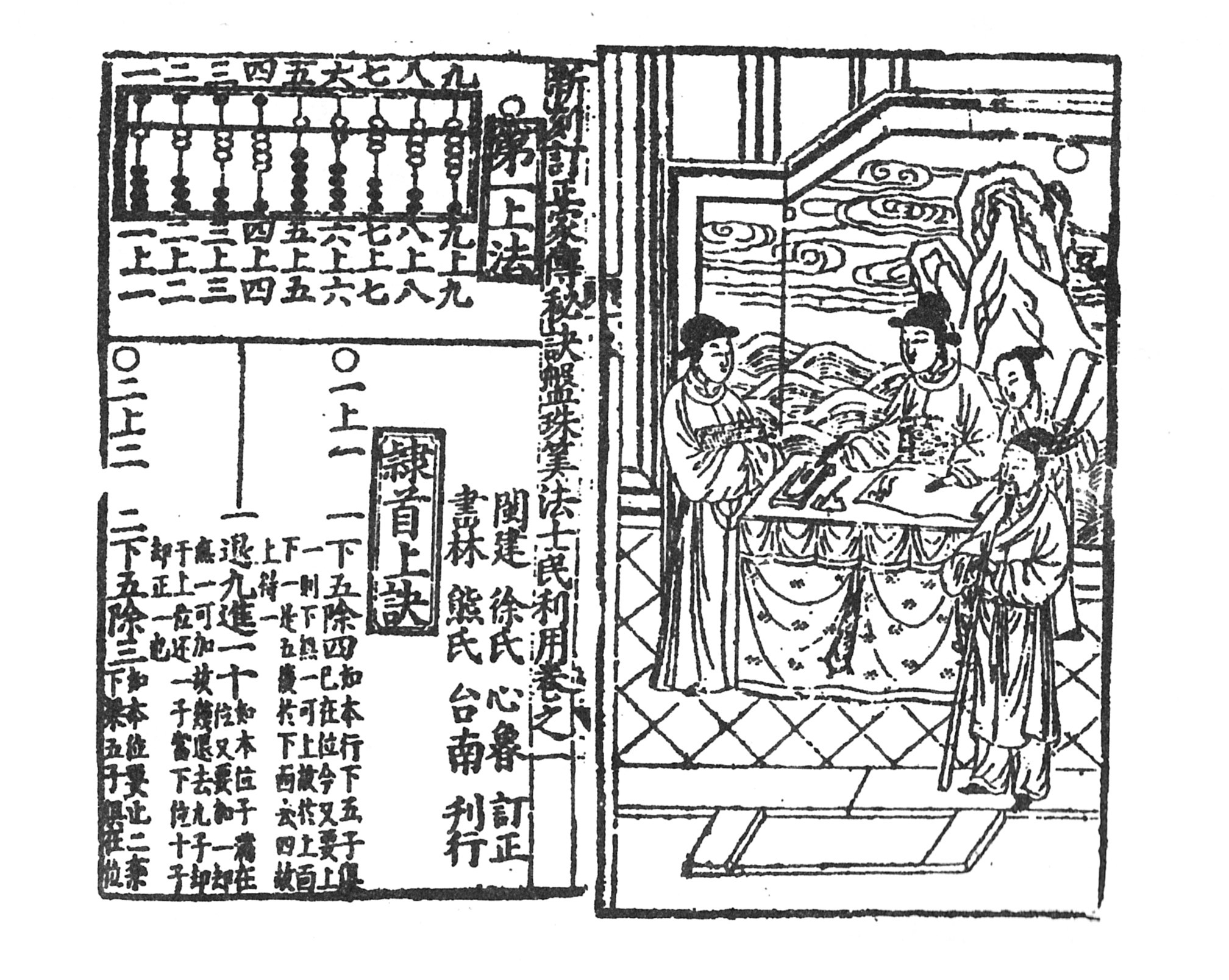
明朝万历初年《盘珠算法》中的明式算盘，上一子，下五子。

### 二五珠算盤
二五珠算盤，是採用上二珠、下五珠的形式，上一珠當五，下一珠當一，「隨手撥珠，便成答數」，「珠動則數出」。是明代後期開始出現的算盤款式，又被稱為斤兩算盤，當時許多中藥店、南北行等傳統行業使用「一斤十六兩」的度量衡(代表十六進制)，故此算盤被設計為二五珠算盤。此種算盤至今依然在一些傳統行業中使用。

### 上三珠下五珠算盘
初见于清代潘逢禧《算学发蒙》。日本亦有梁上三珠的三五位算盘（稱為「天三算盤」），现为山形市山寺村的伊泽荣次收藏。

## 象征

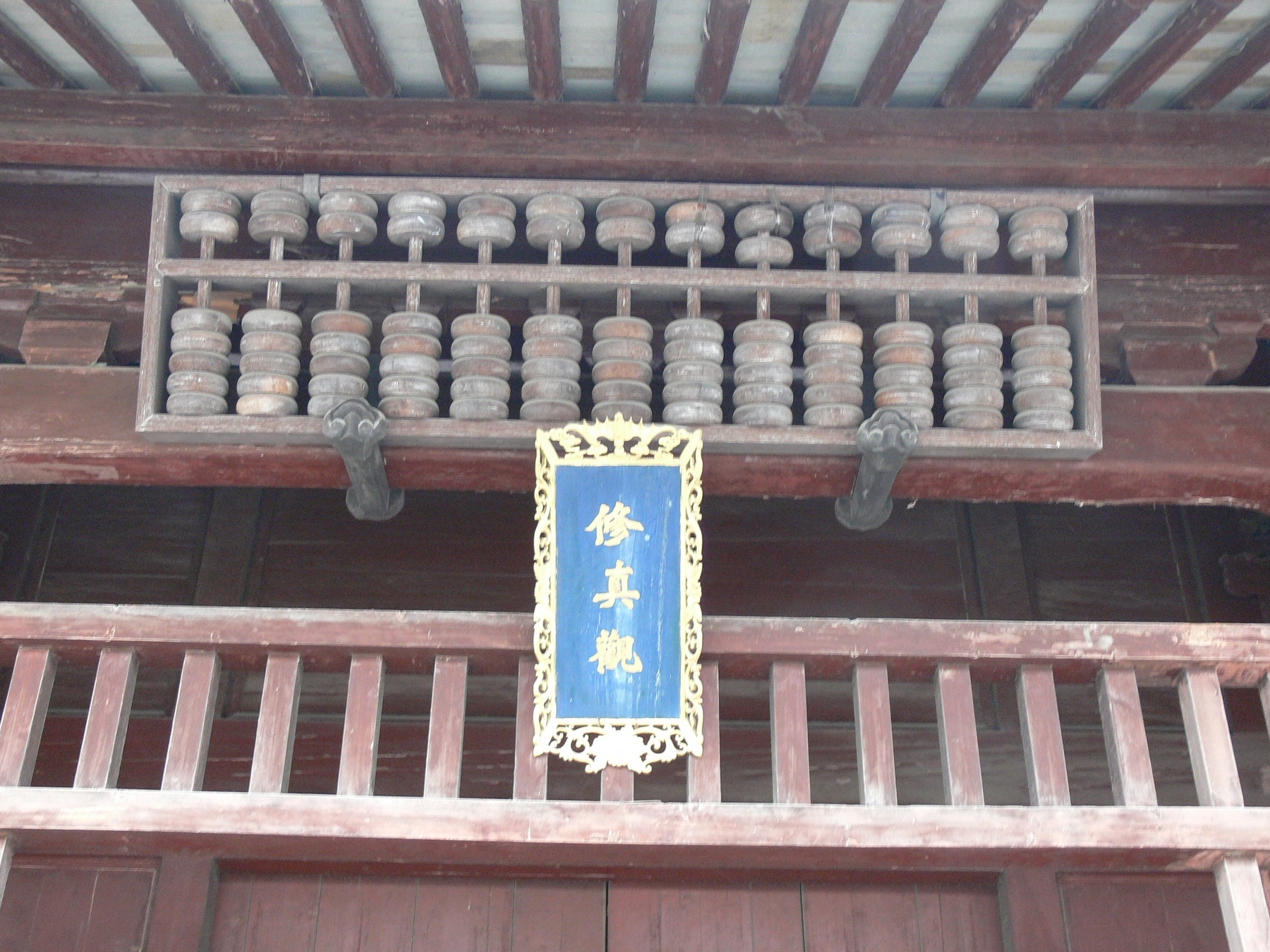
乌镇修真观算盘

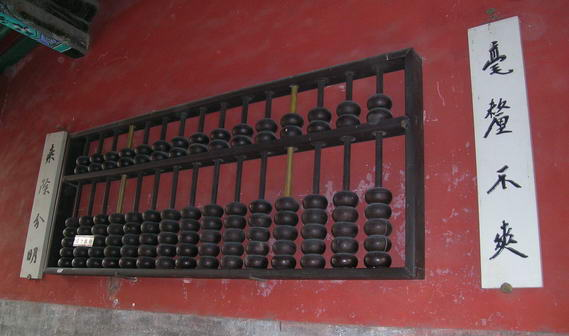
“毫厘不爽，乘除分明”

算盘常用来象征精打细算，毫厘不差，象徵神明計算世人的功過也定然清晰分明。在北京东岳庙速报司中，挂有两座大算盘，长6尺、高2尺，共29档、203枚算盘珠。这座算盘表示神灵给下界的人们计算功过不差毫厘。
在臺灣，多數城隍廟懸掛大算盤，象徵神明計算人類的善惡，分毫無差，以教化人心。

## 常见趣味练习
1.三盘清
- 以123456789开始，见几加几（相當於原數乘兩倍），共操作三次，得987654312，再加9，最后得987654321。

2.九盘清
- 以123456789开始，反复加123456789。加到第八次，得1111111101；再加一次，得1234567890。

3.凤凰单展翅
- 以7715625开始，见几加几，最后得123450000，形似一只凤凰展开一只翅膀。

4.凤凰双展翅
- 以77158950625开始，见几加几，最后得1234543210000，形似一只展开双翅的凤凰。

5.孤雁出群
- 9999和9999相乘，得99980001。

## 使用算盤為工具的遊戲
- 算盤棋：使用算盤當棋類，流傳於中國各地。

## 外部連結
- 指尖的文化:算盤的歷史